# Ivan Asen Ier
Pour les articles homonymes, voir Asen.
Ivan Asen Ier (en bulgare : Иван Асен I (Ivan Asen I) ; valaque : Ioan Asen I, grec : Ιωάν Ασένου Α) est un souverain bulgare (tsar) qui régna de 1189 à 1196 sur le Second Empire bulgare.

## Origine
Il est le fondateur de la dynastie des Assénides (quelquefois Asanides), qui régna sur ce qui est aujourd'hui la Macédoine du Nord, la Grèce du nord, la Bulgarie et le sud de la Roumanie, au début du « Royaume des Bulgares et des Valaques ». À l'époque des nationalismes (XIXe et XXe siècles), son héritage fut disputé entre les historiens bulgares et roumains qui travaillèrent alors à revendiquer pour cette dynastie une ascendance exclusivement bulgare ou exclusivement valaque, sauf pendant le régime communiste, lorsqu'il fut au contraire instrumentalisé dans le cadre de la promotion de la Grande amitié prolétarienne bulgaro-roumaine ; depuis la chute de ce régime en 1989-90, les historiens modernes reconnaissent mieux tant l'importante composante bulgare et slavonne de l'histoire de la Roumanie, que l'importante composante valaque de l'histoire de la Bulgarie et pour les y encourager, une Commission mixte inter-académique bulgaro-roumaine d'histoire a été instituée le 5 juillet 2001. En tout cas les sources byzantines identifient explicitement les Assénides comme Vlachs/Valaques et leurs armées comme valaques aussi, fréquemment alliées aux Coumans. Curieusement, Nicétas Choniatès ne mentionne pratiquement pas les Bulgares, l'empire de Jean/Ioan apparaissant chez lui comme valaque et couman.

## Règne
À la suite de la révolte des Bulgares et des Valaques qui eut lieu sous le règne d’Isaac II Ange. il se mit, avec son frère Pierre IV de Bulgarie, à la tête de ses compatriotes et secoua le joug des empereurs byzantins, vers 1186.
Il régna conjointement avec Pierre, et établit sa capitale à Vidin. Il périt assassiné vers 1196, et ses fils, Ivan et Alexandre sont contraints de se réfugier, chez les Coumans puis « en terre russe » sans doute dans la principauté Rus' de Kiev. Ivan Assen II devient ensuite tsar de 1218 à 1241.